# Président de la république du Zimbabwe
Le président de la république du Zimbabwe est le chef de l’État du Zimbabwe, depuis la première proclamation de la république en 1970 puis à partir de la deuxième indépendance de la Couronne britannique le 17 avril 1980. Il cumule les fonctions de chef d'État et de chef de gouvernement.
Le pays s'est successivement appelé Rhodésie, Zimbabwe-Rhodésie puis Zimbabwe.

## Système électoral
Le Président de la république du Zimbabwe est élu au scrutin uninominal majoritaire à deux tours pour un mandat de cinq ans, renouvelable une seule fois. Pour être élu au premier tour, un candidat doit réunir la majorité absolue des suffrages exprimés. À défaut, les deux candidats arrivés en tête s'affrontent lors d'un second tour, et le candidat qui recueille le plus de suffrages est élu. 
Les candidats à la présidence se présentent avec deux colistiers, eux-mêmes candidats aux postes de premier et second vice président. En cas d'incapacité du président, le premier vice président le remplace jusqu'au terme de son mandat de cinq ans. Il en va de même pour le second vice président s'il est à son tour dans l'incapacité d’accomplir ses fonctions.
Les candidats à la présidence ou aux vices présidences doivent être de nationalité zimbabwéenne de naissance ou par ascendance, être âgés d'au moins quarante ans et résider au Zimbabwe.

## République de Rhodésie (1970-1979)
| Nom             | Début du mandat   | Fin du mandat     | Parti           | Remarques   |
| --------------- | ----------------- | ----------------- | --------------- | ----------- |
| Clifford Dupont | 2 mars 1970       | 31 décembre 1975  | Front rhodésien |             |
| Henry Everard   | 31 décembre 1975  | 14 janvier 1976   | Front rhodésien | par intérim |
| John Wrathall   | 14 janvier 1976   | 31 août 1978      | Front rhodésien |             |
| Henry Everard   | 31 août 1978      | 1er novembre 1978 | Front rhodésien | par intérim |
| John Pithey     | 1er novembre 1978 | 5 mars 1979       | Front rhodésien | par intérim |
| Henry Everard   | 5 mars 1979       | 1er juin 1979     | Front rhodésien | par intérim |

## Zimbabwe-Rhodésie (1979)
| Nom                | Début du mandat | Fin du mandat    | Parti                           | Remarques |
| ------------------ | --------------- | ---------------- | ------------------------------- | --------- |
| Josiah Zion Gumede | 1er juin 1979   | 12 décembre 1979 | United African National Council |           |

## Zimbabwe
Le pays porte le nom d'État du Zimbabwe de 1980 à 1991 puis de république du Zimbabwe à partir de 1991
| Portrait         | Nom                | Élections                     | Début du mandat  | Fin du mandat | Parti   |
| ---------------- | ------------------ | ----------------------------- | ---------------- | ------------- | ------- |
|                  | Canaan Banana      | 1980 1986                     | 18 avril 1980    | 18 avril 1986 | ZANU    |
| 18 avril 1986    | Canaan Banana      | 1980 1986                     | 31 décembre 1987 |               | ZANU    |
|                  | Robert Mugabe      | 1987 1990 1996 2002 2008 2013 | 31 décembre 1987 | 23 mars 1990  | ZANU-PF |
| 23 mars 1990     | Robert Mugabe      | 1987 1990 1996 2002 2008 2013 | 1er janvier 1991 |               | ZANU-PF |
| 1er janvier 1991 | Robert Mugabe      | 1987 1990 1996 2002 2008 2013 | 17 mars 1996     |               | ZANU-PF |
| 17 mars 1996     | Robert Mugabe      | 1987 1990 1996 2002 2008 2013 | 17 mars 2002     |               | ZANU-PF |
| 17 mars 2002     | Robert Mugabe      | 1987 1990 1996 2002 2008 2013 | 29 juin 2008     |               | ZANU-PF |
| 29 juin 2008     | Robert Mugabe      | 1987 1990 1996 2002 2008 2013 | 31 juillet 2013  |               | ZANU-PF |
| 31 juillet 2013  | Robert Mugabe      | 1987 1990 1996 2002 2008 2013 | 21 novembre 2017 |               | ZANU-PF |
|                  | Emmerson Mnangagwa | Coup d'État 2018 2023         | 24 novembre 2017 | 26 août 2018  | ZANU-PF |
| 26 août 2018     | Emmerson Mnangagwa | Coup d'État 2018 2023         | 4 septembre 2023 |               | ZANU-PF |
| 4 septembre 2023 | Emmerson Mnangagwa | Coup d'État 2018 2023         | en fonction      |               | ZANU-PF |